# Christmas Time Again
Albums de Lynyrd Skynyrd
Edge of Forever
(1999) Vicious Cycle
(2003)
Singles
1. Mama's Song
Sortie : 2000

Christmas Time Again est le onzième album studio du groupe de rock sudiste, Lynyrd Skynyrd. Il est sorti le 12 septembre 2000 sur le label SPV GmbH et a été produit par Gary Rossington, Johnny Van Zant, Rickey Medlocke & Hughie Thomasson.

## Historique
Alors que le groupe est en tournée à la période des fêtes de fin d'année , il lui arrive souvent d'interpréter des chansons de Noël, alors en 1999 il décide de sortir "son" album de Noël. L'enregistrement se déroula en juin 2000 aux Castle Recording Studios à Franklin dans le Tennessee.
Sur cet album, le groupe mêle compositions originales autour du thème de Noël et reprises de chants de Noël américains. Il y invite aussi le Charlie Daniels Band qui interprète le classique Santa Claus Is Coming to Town et le groupe .38 Special sur Hallelujah, It's Christmas.
Dale Krantz-Rossington co-signe sa première chanson pour le répertoire du groupe Christmas Time Again, chanson qu'elle interprète en duo avec Johnny Van Zant. Leon Wilkeson sera crédité sur l'album mais c'est le bassiste de sessions Mike Brignardello qui joua de la basse sur les titres du groupe.
L'album se classa à la 38e place du Billboard 200 aux États-Unis.

## Liste des titres
| No  | Titre                          | Auteur                                                               | Interprète      | Durée |
| --- | ------------------------------ | -------------------------------------------------------------------- | --------------- | ----- |
| 1.  | Santa 's Messing with the Kid  | Eddie C. Campbell                                                    | Lynyrd Skynyrd  | 3:15  |
| 2.  | Rudolph the Red-Nosed Reindeer | Johnny Marks                                                         | Lynyrd Skynyrd  | 2:31  |
| 3.  | Christmas Time Again           | J. Van Zant, Rossington, Dale Krantz-Rossington, Medlocke, Thomasson | Lynyrd Skynyrd  | 4:34  |
| 4.  | Greensleeves                   | Traditionnel                                                         | Lynyrd Skynyrd  | 2:18  |
| 5.  | Santa Claus Is Coming to Town  | John Frederick Coots, Haven Gillespie                                | Charlie Daniels | 3:08  |
| 6.  | Run Rudolph Run                | J. Marks, Marvin Brodie                                              | Lynyrd Skynyrd  | 3:32  |
| 7.  | Mama's Song                    | J. Van Zant, Rossington, Medlocke, Thomasson                         | Lynyrd Skynyrd  | 3:52  |
| 8.  | Santa Claus Wants Some Lovin'  | Mack Rice                                                            | Lynyrd Skynyrd  | 3:39  |
| 9.  | Classical Christmas            | J. Van Zant, Medlocke                                                | Lynyrd Skynyrd  | 2:09  |
| 10. | Hallelujah, It's Christmas     | Don Barnes, Danny Chancey, Donnie Van Zant                           | .38 Special     | 4:01  |
| 11. | Skynyrd Family                 | J. Van Zant, Rossington, Medlocke, Thomasson                         | Lynyrd Skynyrd  | 3:00  |

## Musiciens
Lynyrd Skynyrd
- Johnny Van Zant: chant
- Gary Rossington: guitares
- Rickey Medlocke: guitares, chœurs
- Hughie Thomasson: guitares, chœurs
- Billy Powell: piano, claviers
- Leon Wilkeson: basse, chœurs (Leon Wilkeson est crédité sur l'album, mais ne joue sur aucun titre)
- Michael Cartellone: batterie, percussions
- Dale Krantz-Rossington: chœurs, chant sur Christmas Time Again
- Carol Chase: chœurs

Charlie Daniels Band
- Charlie Daniels: guitare, chant, violon
- Mark Matejka: guitares, chœurs
- Chris Wormer: guitares, chœurs
- Taz DiGregorio: claviers
- Charlie Hayward: basse
- Pat McDonald: batterie, percussions

.38 Special
- Donnie Van Zant: chant
- Don Barnes: guitares, chœurs
- Danny Chauncey: guitares

Musiciens additionnels
- Mike Brignardello: basse (il joue les parties de basse de Leon Wilkeson)
- Mark Pfaff: harmonica sur Santa's Messing with the Kid
- Bill Cuomo: claviers sur les titres 3, 4 & 9)